# Mikael Nilzén
Ulf Mikael Nilzén Tomsby, född 4 april 1968 i Sundsvall, är en svensk musiker, kompositör och musikproducent. 
Mikael Nilzén, som spelar klaviaturinstrument och elektronik, var med i Joakim Thåströms liveband 2009–2020 och har medverkat på flera av hans skivor. Han spelar även med Melissa Horn sedan 2016 och har gjort musik till filmer av Max Andersson och till Teater Galeasen.

## Diskografi i urval
- Kärlek är för dom
- Be-bop-a-lula hela jävla dan!
- Beväpna dig med vingar
- Som jordgubbarna smakade...
- Dark Companion
- LB
- Stas
- Evig himmelsk fullkomning
- Regn av glas
- Telegram
- Flat dog town
- Är det krig än
- Irakisk Kristus
- Exorcism (musikalbum av Söderberg)